# Чотири Різдва
«Чотири Різдва» (англ. «Four Christmases») — американська комедія 2008 року про Різдво і сімейні цінності. У головних ролях Різ Візерспун і Вінс Вон.

## Сюжет
Закохана пара, Бред і Кейт, намагається зустріти Різдво разом зі своїми батьками, але справа ускладнюється тим, що і його, і її батьки в розлученні, тому їм потрібно за один день встигнути в чотири різні місця.

## У ролях
- Різ Візерспун — Кейт
- Вінс Вон — Бред
- Роберт Дюваль — Говард, батько Бреда
- Джон Фавро — Денвер, брат Бреда
- Тім Макгро — Даллас, брат Бреда
- Кеті Міксон — Сюзен, дружина Денвера
- Зак Богган — Коді
- Скайлер Джісондо — Коннор
- Мері Стінберген — Мерилін, мати Кейт
- Коллін Кемп — тітка Донна
- Джанетт Міллер — бабуся Кейт
- Джек Доннер — дідусь Кейт
- Крістін Ченовет — Кортні, сестра Кейт
- Тру Белла — Кейсі
- Дуайт Йоакам — пастор Філ
- Сіссі Спейсек — Паула, мати Бреда
- Патрік Ван Хорн — Дерріл, чоловік Паули
- Джон Войт — Крейтон, батько Кейт
- Лора Джонсон — Шеріл, подруга Крейтона

## Український дубляж
Фільм дубльовано компанією «CineType».
- Режисер дубляжу: Анна Пащенко
- Автор перекладу: Сергій SKA Ковальчук
- Звукорежисер: Олександр Мостовенко

Ролі дублювали: Наталя Романько-Кисельова, Михайло Жонін, Катерина Брайковська, Віталій Дорошенко, Наталія Поліщук, Ірина Дорошенко, Євген Малуха, Ірина Ткаленко, Микола Боклан, Валентина Гришокіна, Тетяна Антонова та інші.